# Llau de Llavaneres
La llau de Llavaneres, en alguns mapes denominada barranc del Bosc, és una llau del terme municipal de la Torre de Cabdella, dins de l'antic terme de la Pobleta de Bellveí.
Es forma a llevant del poble d'Estavill per la unió de diverses llaus, entre les quals destaquen la de Riatell i la dels Camps. Des d'aquell lloc, davalla cap al sud-est travessant el Bosc d'Estavill, i s'aboca en el Flamisell al sud del Revolt del Castell dels Moros i al nord de la Granja del Marxant.